# Municipio de Summit (condado de Mason)
El municipio de Summit (en inglés: Summit Township) es un municipio ubicado en el condado de Mason en el estado estadounidense de Míchigan. En el año 2010 tenía una población de 924 habitantes y una densidad poblacional de 24,96 personas por km².

## Geografía
El municipio de Summit se encuentra ubicado en las coordenadas 43°51′33″N 86°24′25″O / 43.85917, -86.40694. Según la Oficina del Censo de los Estados Unidos, el municipio tiene una superficie total de 37.01 km², de la cual 33,15 km² corresponden a tierra firme y (10,43 %) 3,86 km² es agua.

## Demografía
Según el censo de 2010, había 924 personas residiendo en el municipio de Summit. La densidad de población era de 24,96 hab./km². De los 924 habitantes, el municipio de Summit estaba compuesto por el 97,4 % blancos, el 0,22 % eran afroamericanos, el 0,43 % eran amerindios, el 0,43 % eran asiáticos, el 0,97 % eran de otras razas y el 0,54 % eran de una mezcla de razas. Del total de la población el 2,38 % eran hispanos o latinos de cualquier raza.